# Rioni
Reka Rioni ali Rion (gruzijsko: რიონი Rioni, grško: Φᾶσις Fasis) je glavna reka zahodne Gruzije. Izvira iz gorovja Visoki Kavkaz, v regiji Rača in teče zahodno do Črnega morja, kamor vstopi severno od mesta Poti (blizu antičnega mesta Fasis, kolonija miletskih Grkov). Ob njenih bregovih leži mesto Kutaisi, nekoč starodavno mesto Kolhide. Odmaka zahodno Zakavkazje v Črno morje, medtem ko njena sestra, reka Kura odmaka vzhodno Zakavkazje in se zliva v Kaspijsko jezero.

## Zgodovina
Že starim Grkom poznana kot reka Fasis, je Rioni prvi omenjal Heziod v svoji Teogoniji (l. 340); Platon ima Sokratovo pripombo: »Verjamem, da je zemlja zelo velika in da mi, ki prebivamo med Herkulovimi stebri in reko Fasis, živimo v majhnem delu morja, kot mravlje ali žabe okoli ribnika« (Phaedo, 109a); kasnejši pisci, kot so Apolonij Rodoški (Argonautica 2.12.61), Vergilij (Georgics 4.367) in Elij Aristid (Ad Romam 82) so menili, da je najbolj vzhodna meja plovnih morij. Sokrat se je v Phaedu 109a skliceval na del sveta, ki ga je poznal med Herkulovimi stebri in reko Fasis, Herodot in Anaksimander pa sta Riono smatrala kot mejo med Evropo in Azijo [1] Znamenito potovanje Jazona in Argonavtov, čeprav je bilo mitološko, naj bi jih pripeljalo do ustja reke Rioni ob Črnem morju pri Potiju in do Kutaisija.
Izraz fazan in znanstveno ime Phasianus colchicus izhajata iz Fasis in Kolhis, saj naj bi bilo to območje, od koder je bil navadni fazan v antiki vnesen v Evropo  (obročasto vrati fazani, ki jih vidimo danes, so bili pozneje uvedeni iz vzhodne Azije; za podrobnosti glej Fazan). Pravijo, da je »neuspeh Kolhide, da se postavi kot močno kraljestvo ali ohrani kot rimska provinca, krivo škodljivo podnebje v dolini reke Fasis, položaj, na katerega so opozarjali popotniki vse do sodobnosti, ko so v sovjetskem obdobju močvirja dokončno osušili ".
Reka je bila že v 7. stoletju pred našim štetjem velikega pomena. Grško pristaniško mesto Fasis (danes Poti) na ustju reke je povezovala s Kutaijo (danes Kutaisi) v srednjem toku reke. Ladje so prevažale žito, kovine, vino, oljke in keramiko.
Na sotočju rek Rioni in Hanickali leži naselje Varcihe (prej Vardcihe), ki je bilo rodopolis pozne antike in eno ključnih mest v Lazici, ki je bilo v 6. stoletju predmet sporov med vzhodnorimskim in sasanidskim cesarstvom. Od konca 15. stoletja do začetka 19. je bil tu eden izmed gradov imeretskih kraljev. Razrušeni grad Varcihe je vpisan na seznam nepremičnih spomenikov Gruzije državnega pomena. Nadzemne utrdbe segajo v obdobje imeretskega kraljestva, obzidje iz 4. do 6. stoletja pa je pokopano pod zemljo. Arheološko gradivo, odkrito na najdišču v 1970-ih, vključuje lončenino, steklo in kovinske predmete.
Nemčija in Turčija sta to reko zavzeli v letih 1917-1918.

### Opis
Rioni je najdaljša reka, ki je v celoti znotraj meja Gruzije. Reka je dolga 327 kilometrov, njen drenažni bazen pa obsega približno 13.400 kvadratnih kilometrov. Izvira na južnih pobočjih Visokega Kavkaza v Svanetiju, na nadmorski višini 2960 m. Najprej teče skozi regijo Rača-Lečhumi in Kvemo Svaneti večinoma kot divja gorska reka, doseže nižino v regiji Imereti in prečka Kolhidsko nižino na meji med Mingrelijo in Gurijenom in v zahodni smeri do Črnega morja.
Zgornji in srednji tok se uporabljata za proizvodnjo električne energije: kaskadna hidroelektrarna Varcihe je s 184 megavati (MW) tretji največji proizvajalec električne energije v Gruziji. Vlada načrtuje gradnjo dodatnih hidroelektrarn na reki Rioni: Namačvani (250 MW) in Šoneti (100 MW). V spodnjem toku velike nižine je bila reka kanalizirana, zravnana in dopolnjena z obsežnim sistemom prekopov za namakanje subtropskega kmetijstva.
Gozdnato območje Vacsihe ob reki Rioni je del rezervata Ajameti, ki je bil ustanovljen leta 1946 za ohranjanje redkega imeretskega hrasta doba in kavkaški brest (Zelkova carpinifolia).

## Reka Fasis pri Taprobanu
Štefan iz Bizanca piše, da je bila na Taprobani tudi reka, ki se je imenovala Fasis (starogrško Φᾶσις ἐν τῇ Ταπροβάνῃ). Taprobana (starogrško Ταπροβανᾶ) in Taprobane (Ταπροβανῆ, Ταπροβάνη) je bilo ime, po katerem so stari Grki poznali otok Šrilanka.